# Isak Jundell

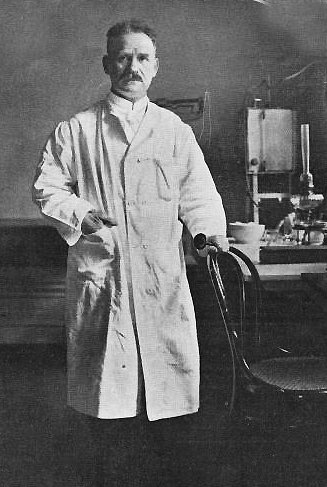
Isak Jundell 1914

Isak Jundell, ursprungligen Jundelsky, född 6 juni 1867 i Wladislawów (även kallat Neustadt) i guvernementet Suwalki i Ryssland, död 25 december 1945 i Hedvig Eleonora församling i Stockholm, var en svensk läkare och akademisk lärare.
Jundell avlade studentexamen i Stockholm 1886, medicine licentiat vid Karolinska institutet 1895, disputerade för doktorsgrad där 1898 och promoverades samma år i Uppsala. Efter att ha varit läkare vid flera av huvudstadens kliniker och sjukhus blev han vid Karolinska institutet docent 1898 i praktisk medicin, 1905 i pediatrik och 1914 professor i pediatrik samt överläkare och direktör för Allmänna barnhuset.
1898–1914 hade Jundell ett flertal befattningar vid Stockholms kommunala sjukvårds- och hälsovårdsanstalter (föreståndarskapet vid Stockholms hälsovårdsnämnds bakteriologiska laboratorium 1901–1907 och överläkarbefattningen vid Provisoriska sjukhuset 1907–1914 m.fl.). Vid sidan av detta utövade han omfattande enskild medicinsk och pediatrisk praktik. För studier besökte han flera utländska kliniker (Wien, Berlin) och institut (Berlin, Paris). Han var sekreterare i kungliga kommittén för inrättandet av en statsmedicinsk anstalt 1897–1899, ledamot av Medicinalstyrelsens tuberkuloskommitté 1903–1907, ordförande i kungliga kommittén för utredning av den kvinnliga sjukvårdspersonalens ställning, arbetsförhållanden m. m. 1912–1916, ledamot i kungliga fattigvårdslagstiftningskommittén 1916-1921 m.fl. I synnerhet arbetade Jundell i barnavårdsfrågor och deltog i stiftandet av flera småbarnshem (Stockholm, Djursholm) och i Fattigvårdsförbundets arbeten. Från 1922 var han ordförande i styrelsen för spädbarnsbarnhemmet Eurenii minne. Härtill anknyta sig utländska resor för studier av barnavårdsinstitutioner och barnkliniker.
Från 1938 var Jundell även verksam i Mosaiska församlingen I Stockholms barnavdelning som hade till uppgift att organisera mottagandet av de 500 judiska barn som kom till Sverige inom ramen för den svenska delen av den s.k. Kindertransport.
Jundells vetenskapliga skrifter omfattar ett 70-tal arbeten i bakteriologi, skolhygien, medicin och pediatrik. Bland dessa kan nämnas Klinisk-bakteriologiska studier öfver bronkiterna (I-II, 1898), Experimentella och kliniska studier öfver gonococcus Neisser (1900), Über die Ætiologie der primären akuten und besonders der epidemischen Cerebrospinalmeningitis (1901), Einige klinische und bakteriologische Beobachtungen über die Influensa conjunctivitis bei Säuglingen (1902), Über die nykthemeralen Temperaturschirankungen im ersten Lebensjahre (1904), Barnavård och moderskydd (1907). Upplysningar och råd angående späda barns uppfödning vid bröstet eller med komjölk (1910), Die Anstrengungsalbuminurie (1911), Die akuten Anstrengungsveränderungen des Herzens (1912) och ett liknande arbete Beim Sport und Training (1912).
Under 1910- och 1920-talen ägnade sig Jundell framför allt åt ämnesomsättningsstudier och socialhygieniska frågeställning och utgav på båda dessa områden en serie arbeten och utbildade flera yngre forskare på området.
Han var ledamot av utländska vetenskapliga samfund.

## Bestående insatser
Jundell grundade 1921 tidskriften Acta pædiatrica och var dess chefredaktör fram till sin bortgång 1945. Ett av syftena med tidskriften var att möjliggöra för de nordiska pediatrikerna att på tyska, engelska och franska på ett mer samlat och slagkraftigt sätt kunna föra ut sin forskning. Han tog också initiativ till den andra världskongressen i pediatrik, som hölls i Stockholm år 1930 med sig själv som president.
Jundell engagerade sig mycket för barn som växte upp under fattiga förhållanden. Han visade att barn till ensamstående mödrar hade ökad sjuklighet och dödlighet än barn födda inom äktenskapet. Han genomdrev mödrahjälp och verkade för införande av sjukhus för barn med "själssjukdomar" och så småningom etablerades barnpsykiatrin, som tack vare Jundell blev nära anknuten till pediatriken i stället för vuxenpsykiatrin.
Jundell var ogift och barnlös, vilket kan ha bidragit till att han tog sig an en duktig skolpojke, som levde under fattiga förhållanden. Han hade vid inspektion vid en skola på Södermalm fått sig berättat om den begåvade eleven Rolf Luft, som han kontaktade och de utvecklade sedan en livslång kontakt där Jundell var stöd och mentor för Luft under dennes utveckling inom medicinsk vetenskap.